# Varuna litterata
El cangrejo peregrino (Varuna litterata) es una especie de crustáceo decápodo de la familia Varunidae. Es un cangrejo eurihalino nativo del Indo-Pacífico. Se encuentra comúnmente en aguas dulces o salobres de movimiento lento o casi estancadas en hábitats estuarinos.